# 島津忠興
島津 忠興（しまづ ただおき）は、江戸時代前期の武将・大名。日向国佐土原藩2代藩主。

## 略歴
慶長4年（1599年）、初代藩主・島津以久の三男として誕生した。慶長15年（1610年）、父・以久が死去する。以久の嫡孫にして島津家久の三女で島津豊久の妹・宗鉄を正室に迎え、慶長7年（1602年）に宗鉄との間に島津久敏を儲けていた垂水島津家当主の島津久信（信久）が佐土原藩相続を辞退したことにより、忠興が以久の跡を継いで佐土原藩主となる。
慶長19年（1614年）の大坂冬の陣では徳川方として参戦したが、翌年の大坂夏の陣には遅参して間に合わなかったとされる。
寛永14年（1637年）、死去。跡を長男で幼少の久雄が継いだ。

## 系譜
父母
- 島津以久（父）
- 松木氏（母）

正室
- 丹生氏

子女
- 島津久雄、生母は丹生氏（正室）
- 島津久富
- 島津久遐